# ستيفنز تومسون ماسون
ستيفنز تومسون ماسون (بالإنجليزية: Stevens Thomson Mason)‏ هو محامي وسياسي أمريكي، ولد في 29 ديسمبر 1760 في مقاطعة ستافورد في الولايات المتحدة، وتوفي في 10 مايو 1803 في فيلادلفيا في الولايات المتحدة. حزبياً، نشط في Anti-Administration party ‏. وقد انتخب عضو مجلس ولاية فرجينيا وانتخب عضو مجلس الشيوخ الأمريكي.